# Ugyops notivenus
Ugyops notivenus är en insektsart som först beskrevs av Walker 1857.  Ugyops notivenus ingår i släktet Ugyops och familjen sporrstritar. Inga underarter finns listade i Catalogue of Life.